# Propterodon
Propterodon ist eine Gattung aus der ausgestorbenen Gruppe der Hyaenodonta. Funde sind aus Ost- und Südostasien sowie aus Nordamerika überliefert. Es handelt sich hierbei weitgehend um fragmentierte Gebissteile. Sie datieren in das Mittlere Eozän beziehungsweise in den Übergang zum Oberen Eozän und dürften zwischen 45 und 37 Millionen Jahre alt sein. Die Tiere zeichneten sich durch ein hypercarnivores Gebiss aus, was auf eine überwiegend fleischbasierte Ernährungsweise hindeutet. Die Gattung wurde bereits im Jahr 1906 eingeführt, eine genauere Beschreibung erfolgte aber erst rund zwanzig Jahre später. Es werden innerhalb der Gattung mehrere Arten unterschieden.

## Merkmale
Propterodon ist ein kleinerer Vertreter der Hyaenodonta, jedoch momentan nur über Gebissreste bekannt. Der Unterkiefer liegt unvollständig vor, die vordere Bezahnung ist weitgehend nicht überliefert. Der horizontale Knochenkörper war langgestreckt und gerade gebaut. Die Symphyse zwischen den vorderen Kieferenden reichte bis zum dritten Prämolaren zurück. Ein gedoppeltes Foramen mentale lag unterhalb des ersten und dritten Prämolaren. Am aufsteigenden Ast war eine kräftige Fossa masseterica als Muskelansatzstelle ausgebildet, die sich tief in den Knochen eingrub und deren vorderes Ende sich als scharfe Kante kurz hinter dem letzten Molar abzeichnete. Der vordere Rand des aufsteigenden Astes erhob sich in einem stumpfen Winkel von 120 bis 130° relativ zur Zahnebene. Der Kronenfortsatz befand sich weit über der Kauebene und überragte wohl den Gelenkfortsatz. Letzterer war bündig mit dem aufsteigenden Ast verbunden und grenzte sich nicht durch einen Nacken oder Hals ab. Der Winkelfortsatz am hinteren Ende des Unterkiefers war nicht deutlich ausgezogen. Er zeigte nach hinten und ging nach oben in einer geraden Kante in den Gelenkfortsatz über. Lediglich am unteren Rand zeigte sich eine leichte Eindellung zwischen dem Winkelfortsatz und dem horizontalen Knochenkörper.
Das hintere untere Gebiss bestand aus vier Prämolaren und drei Molaren. Die Mahlzähne standen geschlossen, während zwischen den Vormahlzähnen kleine Lücken auftraten. Die Prämolaren wurden durch einen hohen Höcker, das Protoconid, bestimmt. Dieses war mit seiner Spitze deutlich nach oben orientiert und fiel nicht nach hinten ein. Es wurde zu den hinteren Prämolaren hin größer. Hier traten dann zusätzlich einzelne Nebenhöcker auf. Auf den Mahlzähnen dominierten drei spitze Buckel (Paraconid, Protoconid, Metaconid), die zusammen das Trigonid bildeten. Dieses erhob sich deutlich über dem Talonid, einen tiefer liegenden Bereich der Zahnkaufläche. Bei Propterodon war das Trigonid deutlich ausgedehnter als das Talonid, was sich vom vordersten zum hintersten Molar zunehmend ausprägte. Im Unterschied aber zu Hyaenodon kam auf dem hintersten Mahlzahn noch ein extrem kurzes Talonid vor. Das Protoconid überragte das Paraconid und stellte somit den größten Buckel dar. Beide Spitzen waren etwa bis auf halber Höhe miteinander verschmolzen. Abweichend dazu standen bei Oxyaenoides beide Spitzen separat. Das Metaconid hingegen war bei Propterodon in seiner Größe stark reduziert und wurde zum hinteren Molar kleiner. Es war teilweise mit dem Protoconid verbunden und wirkte mitunter nur als kleine Erhebung des Protoconid-Randes. Bei Furodon war das Metaconid deutlich stärker ausgebildet und saß nicht so hoch am Protoconid an. Abweichend dazu fehlte Oxyaenoides das Metaconid vollständig. Das Talonid wiederum dominierte ein markantes, aber flaches Hypoconid. Die Zähne wurden von vorn nach hinten größer. So war der zweite Molar 11 mm lang und 5,4 mm breit, der dritte Molar wies dem gegenüber eine Länge von 13,5 mm und eine Breite von 6,2 mm auf. In diesem Merkmal ähnelt Propterodon etwa Furodon, weicht aber von einigen anderen Hyaenodonta wie Pyrocyon oder Tritemnodon ab.

## Fossilfunde
Die von Propterodon vorliegenden Teile des Ober- und Unterkiefers sind eher vereinzelt und weit gestreut. Sie kamen sowohl in Ost- als auch in Südostasien sowie in Nordamerika zu Tage. Das zur Zeit umfangreichste Material entstammt der Irdin-Manha-Formation in der Inneren Mongolei und der Hedi-Formation im Yuanqu-Becken in der chinesischen Provinz Shanxi. Beide Gesteinseinheiten gehören dem Mittleren Eozän an und entstanden somit grob in einem Zeitraum von vor 45 bis 40 Millionen Jahren. Das hier aufgefundene Material besteht aus mehreren Ober- und Unterkieferresten, darunter auch Teile eines juvenilen, also nicht ausgewachsenen Tieres aus der Irdin-Manha-Formation. Während bei den meisten Gebissteilen nur einzelne Zähne erhalten sind, weist der Unterkiefer aus der Hedi-Formation noch die vollständige hintere Bezahnung vom ersten Prämolaren bis zum letzten Molar auf. Abseits von diesem Fundgebiet barg die Pondaung-Formation in Myanmar einen einzelnen Unterkieferast, dem der vordere Teil weitgehend fehlt. Die Pondaung-Formation ist etwas jünger als die ostasiatischen Fundgebiete. Sie bildete sich im ausgehenden Mittleren Eozän, angenommene Altersdaten reichen von vor 40 bis 37 Millionen Jahren. Wiederum vergleichbar zur Altersstellung von Propterodon in Ostasien ist der bisher einzige Fund aus Nordamerika. Es handelt sich um einen hinteren Unterkieferrest aus der Uinta-Formation im US-amerikanischen Bundesstaat Utah.

## Paläobiologie
Das nur kurze Talonid und das stark reduzierte Metaconid zeichnet das Gebiss von Propterodon als hypercarnivor aus. Es hat somit seine durchlöchernde (Metaconid) oder brechende (Talonid) Funktion weitgehend verloren und eignet sich überwiegend zum Schneiden. In der Regel weist ein hypercarnivores Gebiss auf einen verstärkten Verzehr von fleischlicher Nahrung basierend auf Wirbeltieren hin.

## Systematik
Propterodon ist eine Gattung aus der ausgestorbenen Ordnung der Hyaenodonta. Ursprünglich wurden die Hyaenodonta zur Gruppe der Creodonta gestellt, welche im Deutschen die teilweise etwas irreführende triviale Bezeichnung „Urraubtiere“ tragen. Die Creodonta galten einst als Schwestergruppe der heutigen Raubtiere (Carnivora) innerhalb des übergeordneten Taxons der Ferae. Mehrere übereinstimmende phylogenetische Untersuchungen führten jedoch zu der Ansicht, dass es sich bei den Creodonta nicht um eine in sich geschlossene Gruppe handelt. Sie wurden daher in die Hyaenodonta und die Oxyaenodonta aufgespalten. Als charakteristisch für beide Gruppen kann eine gegenüber den Raubtieren weiter nach hinten im Gebiss verlagerte Brechschere herausgestellt werden. Bei den Hyaenodonten besteht diese zumeist aus dem zweiten Oberkiefer- und dem dritten Unterkiefermolar. Fossil traten die Hyaenodonten bereits im Mittleren Paläozän vor rund 60 Millionen Jahren in Erscheinung, junge Belege verweisen in das Mittlere Miozän vor etwa 9 bis 10 Millionen Jahren.
Die Gattung Propterodon wurde im Jahr 1906 von Rudolf Martin in einer Überblicksarbeit über die paläogenen Creodonten Europas wissenschaftlich erstbeschrieben. Er bezog sich dabei auf die Ausarbeitungen von Ludwig Rütimeyer zur Säugetierfauna der obereozänen Fundstelle von Egerkingen aus dem Jahr 1892, in der dieser einen Unterkiefer vorgestellt und zu Pterodon zugeordnet hatte, ohne jedoch auf eine bestimmte Art zu verweisen. Martin erkannte dann bedeutende Unterschiede zu Pterodon, einerseits bezüglich der allgemeinen Größe, da der Egerkinger Unterkiefer markant kleiner ist als andere Funde von Pterodon, andererseits auch im speziellen Zahnbau. Daher schlug Martin die Bezeichnung Propterodon vor. Analog zu Rütimeyer unterließ es Martin jedoch, eine Typusart zu definieren. Durch den fehlenden Bezug zu einer Art besaß die Gattung Propterodon den Status eines Nomen nudum (der von Rütimeyer diskutierte Unterkiefer wurde später zu Prodissopsalis verwiesen). Eine formale Definition erfolgte erst im Jahr 1925 durch William Diller Matthew und Walter W. Granger, als beide Autoren Fundmaterial aus der Irdin-Manha-Formation in der Inneren Mongolei auswerteten, das während der Third Asiatic Expedition des American Museum of Natural History gesammelt worden war.
In ihrer Neudefinition der Gattung Propterodon im Jahr 1925 etablierten Matthew und Granger die Art P. irdinensis anhand mehrerer Kieferfragmente (Exemplarnummer AMNH 20128). Nach den Regularien der zoologischen Nomenklatur wäre diese demnach als erstbenannte Art innerhalb der Gattung Propterodon als deren Typusform anzusehen. Problematisch dabei ist jedoch, dass Matthew und Granger bereits ein Jahr zuvor mit Paracynohyaenodon morrisi eine Art basierend auf einen Unterkiefer eines nicht ausgewachsenen Individuums (Exemplarnummer AMNH 19160) ebenfalls aus der Irdin-Manha-Formation definiert hatten. Nach Untersuchungen von Leigh Van Valen rund 40 Jahre später erwies sich diese Art dann als identisch zu P. irdinensis. Demnach ist der Prioritätsregel zufolge, nach der der zuerst vergebene Artname auch der gültige ist, P. morrisi als die anerkannte Typusform von Propterodon anzusehen. P. tongi, im Jahr 2002 von Liu Liping und Huang Xueshi über einen Unterkiefer aus der Hedi-Formation eingeführt, ist im Vergleich zu P. morrisi kleiner und weist ein stärker hypercarnivores Gebiss auf. Die aus der Pondaung-Formation von Louis de Bonis und Kollegen im Jahr 2018 anhand eines Unterkiefers vorgestellte Art P. panganensis zeichnet sich ebenfalls durch einen deutlich hypercarnivoren Gebissbau aus, allerdings weisen die Zähne einzelne spezielle Merkmale auf, die den Vergleich mit anderen Propterodon-Vertretern momentan erschweren. Mit P. witteri liegt darüber hinaus eine nordamerikanische Form vor. Sie war im Jahr 2019 von Shawn P. Zack aus der Uinta-Formation beschrieben worden. Aufgrund der Dimensionen des erhaltenen Fossils ist es die bisher größte bekannte Art der Gattung.
Der Gattung Propterodon können demzufolge bisher folgende Arten zugewiesen werden:
- P. morrisi (Matthew & Granger, 1924)
- P. panganensis de Bonis, Solé, Chaimanee, Soe, Sein, Lazzari, Chavasseau & Jaeger, 2018
- P. tongi Liu & Huang, 2002
- P. witteri Zack, 2019

Eine weitere Art schuf Demberelyin Dashzeveg mit P. rechetovi im Jahr 1985. Er bezog sich dabei auf zwei Oberkieferteile aus der Kaichin-Formation in der Mongolei, die etwa zeitlich der Irdin-Manha-Formation entspricht. Die Art wurde später zur neuen Gattung Neoparapterodon übergeführt, aber Michael Morlo und Jörg Habersetzer merkten 1990 an, dass der Bau der Oberkieferzähne identisch ist zu P. morrisi und beide Formen daher synonym sind. Ebenfalls aus Ostasien stammt P. pishigouensis, dessen Benennung in das Jahr 1986 datiert. Das Unterkieferfragment mit zwei Zähnen aus der Hetaoyuan-Formation in der chinesischen Provinz Henan zeigt aber nur wenige Übereinstimmungen mit der Gattung Propterodon speziell und den Hyaenodonta allgemein, die Art wurde im Jahr 2019 zu Apataelurus innerhalb der Oxyaenodonta verschoben.
Ursprünglich wurde Propterodon zur Unterfamilie der Proviverrinae gestellt. Als besondere Kennzeichen der Proviverrinen lassen sich das prominente Metaconid an den Molaren des Unterkiefers und die Trennung des Metaconus vom Paraconus an denen des Oberkiefers anführen. Bis in die 1990er Jahre vereinten die Proviverrinen einen größeren Teil der Formen des Unteren und Mittleren Eozäns und hatten den Status einer generalisierten Gruppe inne. Jedoch stellten sie sich in ersten phylogenetischen Untersuchungen als paraphyletisch heraus und zeigten ein komplexeres Verwandtschaftsverhältnis. Daher versuchten sich in der Folgezeit mehrere Autoren an einer schlüssigen Gliederung der Proviverrinae. Floreal Solé und Kollegen gliederten im Jahr 2013 und 2014 einzelne Verwandtschaftsgruppen wie die Arfiinae, die Sinopinae und die Indohyaenodontinae aus. Die Proviverrinae beschränkten sie auf einen ursprünglichen, eher europäischen Stamm. Im Fall von Propterodon fehlt den unteren Mahlzähnen aber das Metaconid, was als Ausdruck des hypercarnivoren Gebisses anzusehen ist. Die Gattung wurde daraufhin zu den Hyaenodontinae verschoben und an die Seite von Hyaenodon gestellt. Spätere phylogenetische Untersuchungen konnten dies bestätigen. Prinzipiell besteht im Zahnbau eine gewisse Ähnlichkeit zu Matthodon, das aus dem Mittleren Eozän des Geiseltals und somit des europäischen Raumes belegt ist. Es handelt sich aber hierbei wohl um Anpassungen an ähnliche Lebensweisen.